# 천관우
천관우(千寬宇, 1925년 8월 10일 ~ 1991년 1월 15일)는 대한민국의 언론인이자 역사가이며 서예가 겸 수필가이다. 본관은 영양(穎陽)이고 호는 후석(後石)이며 충청북도 제천에서 출생하였다. 반독재.민주화운동을 전개했던 한국의 대표적인 언론인이자 한 평생을 한국고대사 연구에 바친 민족주의 계열의 역사학자였다.

## 생애
충청북도 제천군 청풍면에서 태어난 천관우는 어릴 때는 신동으로 동네에 소문이 자자했는데, 아홉 살 때 그가 쓴 서예 작품이 「동아일보」지면에 실리기도 했다. 해방 이후 1949년 서울대학교 문리대학 사학과 학사 학위 취득하였다. 1951년 1월에 임시수도 부산에서 「대한통신」의 외신부 기자가 되면서 언론인으로서 첫 시작을 떼었다. 이듬해 9월까지 이어진 기자 생활에 대해서 천관우 자신은, "세 끼 밥을 먹기 위해 친구의 연줄로 대한통신 기자가 되었다."고 술회하고 있다. 유네스코 기금으로 9월부터 6개월 동안 미국 미네소타 대학 신문학과에서 연수할 때 쓴 '그랜드 캐년'은 한때 고등학교 국어 교과서에 실리기도 할 만큼 해당 필력이 뛰어났다.
1954년 한국일보에 입사하여 논설위원이 되었고, 조사부 차장으로서 칼럼 '지평선'을 맡게 되었다. 천관우는 자신이 '지평선' 칼럼의 필자가 된 것이 "30세의 젊은 기운에 앞뒤 가리지 말고 마구 쓰라고 신문사에서 일부러 그런 직책을 주었다"고 술회한다. 2년 뒤에 「조선일보」로 이직, 1958년 33세의 나이로 편집국장이 되었다. 「조선일보」에서 그가 만든 칼럼칸이 '만물상'이었는데, 멋있고 무게있다는 평을 받은 '만물상'의 호평과 아울러, 편집국장으로서 천관우는 당시 자유당 정권의 '국가보안법 개정안'을 비판하기도 했다.
1959년 천관우는 다시 「한국일보」로 돌아갔다가 4·19 혁명이 있은 직후인 1960년 6월 또다시 「세계일보」로 자리를 옮겨 편집국장이 되었다. 그곳에서 그는 「세계일보」의 제호를 「민국일보」로 바꾸고 '샘물'이라는 칼럼칸을 만들어 글을 기고하는데, 前 대한언론인협회 회장을 지낸 이혜복은 "역사학자로서의 해박한 지식과 언론인으로서의 예리한 판단력 그리고 섬세하고 치밀한 문장력을 구사"했다고 당시 천관우에 대해서 회고하였다. 이러한 천관우의 잦은 언론사 이직은 천관우 자신의 말에 따르면 당시 열악한 언론사 환경에서 다소 유랑벽이 있는 일부 젊은 언론인들 사이에 일종의 '유행' 같은 것으로, 외압이나 권력 같은 어떤 것에도 얽매이지 않고 자신의 뜻과 세상의 현실을 자유롭게 표출하며 산다는 언론인으로서의 독립불기(獨立不羈) 정신의 표출 같은 것이었다고 한다.
1961년 3월에는 서울신문 주필, 1963년 1월에는 「동아일보」편집국장, 1964년 9월부터는 당시 복간된 「신동아」의 주간을 거쳐 1965년 12월에 「동아일보」주필 겸 이사가 되었다. 1966년에는 신문편집인협회 부회장(~1970년)이 되었다. 그러나 1968년 당시 '차관' 문제와 관련해 기사를 실은 『신동아』 10월호를 트집잡은 중앙정보부에 의해 동아일보 기자들이 연행되어 심문받고, 당시 주필이었던 천관우나 주간 홍승면 등도 구속되었다.
1970년 「동아일보」 상근이사로 다시 복직하지만 이듬해 12월에 퇴임하면서 그는 다시는 언론 관련 직업을 갖지 않았다. 4월 19일에 김재준·안병무·이병린 등과 민주수호국민협의회를 결성하였는데, 1972년 지난날 서울대생 4명의 내란 예비음모사건과 관련해 서울형사지법은 공판서, 함석헌, 김재준 등과 함께 37명의 증인의 한 사람으로 천관우를 채택하였다. 1973년 11월 5일 김재준·함석헌·지학순·법정·이호철 등 10명과 함께, 민주적 제질서회복을 요구하는 시국선언문을 발표하였는데, 이듬해 1월 13일 함석헌, 안병무, 문동환, 김동길, 고은, 법정, 계훈제 등과 함께 연행되어 조사받기도 했다. 11월에 민주회복국민선언에 참여하였다.
1981년 5월 14일 민족통일중앙협의회가 발족하여 천관우가 그 회장을 맡게 되는데, 한때 그와 함께 민주화 운동을 했던 송건호는 이를 변절이라 혹평하였다. 그러나 전두환 정권 아래서 국토통일원 고문, 평화통일정책자문위원회 위원, 국정 자문위원 등의 관직을 맡았던 경력으로 민주화 진영은 물론 언론인들까지 그와 발길을 끊었고, 학계와 언론계에서 거의 매장당하다시피 한 천관우는 1991년 세상을 떠났다.
저서로 《썰물 밀물》, 《언관사관》, 《한국사의 재발견》,《가야사연구》 등이 있다.

## 학력
- 청주고등보통학교 졸업
- 서울대학교 사학과 학사

### 비학위 수료
- 미국 미네소타 주립대학교 신문학 연구과정 수료

## 상훈과 추모
- 정부로부터 금관문화훈장 수상
- 한국출판문화상(저작상)과 외솔상 수상